# Enrico Brazzoli
Enrico Brazzoli (Saluzzo, 27 giugno 1965) è un pilota di rally italiano, vincitore del campionato WRC-3 2018 e del FIA R-GT Cup 2019.

## Palmarès
- WRC-3: 1
2018 su Peugeot 208 R2[1]
- R-GT Cup: 1
2019 su Abarth 124 Rally[2]

### Vittorie nel WRC-3
| Nº | Anno | Rally                | Copilota      | Vettura        | Squadra          |
| -- | ---- | -------------------- | ------------- | -------------- | ---------------- |
| 1  | 2018 | Rally di Monte Carlo | Luca Beltrame | Peugeot 208 R2 | Vieffe Corse SRL |
| 2  | 2018 | Rally di Catalogna   | Luca Beltrame | Peugeot 208 R2 | -                |

### Vittorie in altri Rally
| Nº | Anno | Competizione                     | Rally                                       | Pilota/Copilota | Vettura                   |
| -- | ---- | -------------------------------- | ------------------------------------------- | --------------- | ------------------------- |
| 1  | 1992 | Coppa Italia - Zona 2            | Rally Valle Varaita                         | Roberto Gazzola | Lancia Delta HF Integrale |
| 2  | 1993 | Coppa Italia - Zona 1            | Rally Valle Varaita                         | Roberto Gazzola | Lancia Delta HF Integrale |
| 3  | 2006 | -                                | Rally Storico Città di Torino               | Walter Rapetti  | Porsche 911 SC            |
| 4  | 2006 | -                                | Rally Valle Varaita e Valli Cuneesi Storico | Walter Rapetti  | Porsche 911 SC            |
| 5  | 2007 | -                                | Rally Sprint d'Inverno - Storico            | Walter Rapetti  | Porsche 911 SC            |
| 6  | 2008 | -                                | Rally Valle Varaita e Valli Cuneesi Storico | Walter Rapetti  | Porsche 911 SC            |
| 7  | 2009 | Campionato europeo rally storico | Rally Alpi Orientali Historic               | Paola Valmassoi | Porsche 911 SC            |
| 8  | 2010 | -                                | Rally Storico Riviera Ligure                | Paola Valmassoi | Porsche 911 SC            |
| 9  | 2010 | Campionato europeo rally storico | Rally di Sanremo storico                    | Paola Valmassoi | Porsche 911 SC            |
| 10 | 2013 | -                                | Rally Lana Storico - Classico               | Maurizio Barone | Lancia 037 Rally          |
| 11 | 2022 | Michelin Historic Rally Cup      | Rally Storico Valli Cuneesi                 | Nicolò Barla    | Porsche 911 SC RS         |

## Risultati nel mondiale rally

### WRC
| 1994 | Scuderia | Vettura                   |     |  |  |  |  |  |  |  |  |  |  |  |  |  |  |  | Punti | Pos. |
| ---- | -------- | ------------------------- | --- |  |  |  |  |  |  |  |  |  |  |  |  |  |  |  | ----- | ---- |
| 1994 |          | Lancia Delta HF Integrale | Rit |  |  |  |  |  |  |  |  |  |  |  |  |  |  |  | 0     |      |

| 1997 | Scuderia | Vettura                  |  |  |  |  |  |  |  |  |  |  |  |    |  |  |  |  | Punti | Pos. |
| ---- | -------- | ------------------------ |  |  |  |  |  |  |  |  |  |  |  | -- |  |  |  |  | ----- | ---- |
| 1997 |          | Mitsubishi Lancer Evo IV |  |  |  |  |  |  |  |  |  |  |  | 14 |  |  |  |  | 0     |      |

| 1999 | Scuderia               | Vettura                 |    |  |  |  |  |  |  |  |  |  |  |     |  |  |  |  | Punti | Pos. |
| ---- | ---------------------- | ----------------------- | -- |  |  |  |  |  |  |  |  |  |  | --- |  |  |  |  | ----- | ---- |
| 1999 | Mirabella Mille Miglia | Mitsubishi Lancer Evo V | 32 |  |  |  |  |  |  |  |  |  |  | Rit |  |  |  |  | 0     |      |

| 2000 | Scuderia         | Vettura            |  |  |  |  |  |  |  |  |  |  |  |     |  |  |  |  | Punti | Pos. |
| ---- | ---------------- | ------------------ |  |  |  |  |  |  |  |  |  |  |  | --- |  |  |  |  | ----- | ---- |
| 2000 | H.F. Grifone SRL | Toyota Corolla WRC |  |  |  |  |  |  |  |  |  |  |  | Rit |  |  |  |  | 0     |      |

| 2015 | Scuderia             | Vettura                                         |  |  |  |  |    |     |  |  |    |  |  |    |  |  |  |  | Punti | Pos. |
| ---- | -------------------- | ----------------------------------------------- |  |  |  |  | -- | --- |  |  | -- |  |  | -- |  |  |  |  | ----- | ---- |
| 2015 | Napoca Rally Academy | Subaru Impreza STi N15 e Subaru Impreza STi N16 |  |  |  |  | 60 | Rit |  |  | 40 |  |  | 35 |  |  |  |  | 0     |      |

| 2016 | Scuderia | Vettura        |    |  |  |  |    |    |  |  |  |   |    |    |  |  |  |  | Punti | Pos. |
| ---- | -------- | -------------- | -- |  |  |  | -- | -- |  |  |  | - | -- | -- |  |  |  |  | ----- | ---- |
| 2016 |          | Peugeot 208 R2 | 45 |  |  |  | 43 | 31 |  |  |  | C | 32 | 39 |  |  |  |  | 0     |      |

| 2017 | Scuderia | Vettura        |     |  |  |  |  |    |    |  |  |    |  |    |  |  |  |  | Punti | Pos. |
| ---- | -------- | -------------- | --- |  |  |  |  | -- | -- |  |  | -- |  | -- |  |  |  |  | ----- | ---- |
| 2017 |          | Peugeot 208 R2 | Rit |  |  |  |  | 34 | 33 |  |  | 40 |  | 46 |  |  |  |  | 0     |      |

| 2018 | Scuderia         | Vettura                          |    |  |  |  |  |  |    |  |    |  |    |    |     |  |  |  | Punti | Pos. |
| ---- | ---------------- | -------------------------------- | -- |  |  |  |  |  | -- |  | -- |  | -- | -- | --- |  |  |  | ----- | ---- |
| 2018 | Vieffe Corse SRL | Peugeot 208 R2 e Citroën DS3 R3T | 20 |  |  |  |  |  | 30 |  | 35 |  | 31 | 34 | Rit |  |  |  | 0     |      |

| 2019 | Scuderia | Vettura              |    |  |  |    |  |  |  |  |  |     |  |  |  |  |  |  | Punti | Pos. |
| ---- | -------- | -------------------- | -- |  |  | -- |  |  |  |  |  | --- |  |  |  |  |  |  | ----- | ---- |
| 2019 |          | Abarth 124 Rally RGT | 41 |  |  | 32 |  |  |  |  |  | Rit |  |  |  |  |  |  | 0     |      |

| 2020 | Scuderia | Vettura        |    |  |  |  |  |  |    |  |  |  |  |  |  |  |  |  | Punti | Pos. |
| ---- | -------- | -------------- | -- |  |  |  |  |  | -- |  |  |  |  |  |  |  |  |  | ----- | ---- |
| 2020 |          | Škoda Fabia R5 | 38 |  |  |  |  |  | 39 |  |  |  |  |  |  |  |  |  | 0     |      |

| 2021 | Scuderia  | Vettura        |    |  |    |  |    |  |  |  |  |  |  |    |  |  |  |  | Punti | Pos. |
| ---- | --------- | -------------- | -- |  | -- |  | -- |  |  |  |  |  |  | -- |  |  |  |  | ----- | ---- |
| 2021 | Movisport | Škoda Fabia R5 | 43 |  | 33 |  | 22 |  |  |  |  |  |  | 35 |  |  |  |  | 0     |      |

| 2022 | Scuderia | Vettura            |    |  |    |  |     |  |  |  |    |  |  |  |  |  |  |  | Punti | Pos. |
| ---- | -------- | ------------------ | -- |  | -- |  | --- |  |  |  | -- |  |  |  |  |  |  |  | ----- | ---- |
| 2022 |          | Ford Fiesta Rally3 | 40 |  | 35 |  | Rit |  |  |  | 65 |  |  |  |  |  |  |  | 0     |      |

| 2024 | Scuderia | Vettura                |  |  |  |    |  |    |  |  |  |    |  |  |  |  |  |  | Punti | Pos. |
| ---- | -------- | ---------------------- |  |  |  | -- |  | -- |  |  |  | -- |  |  |  |  |  |  | ----- | ---- |
| 2024 |          | Škoda Fabia Rally2 Evo |  |  |  | 38 |  | 57 |  |  |  | 46 |  |  |  |  |  |  | 0     |      |

| 2025 | Scuderia | Vettura               |    |  |  |  |  |  |  |  |  |  |  |  |  |  |  |  | Punti | Pos. |
| ---- | -------- | --------------------- | -- |  |  |  |  |  |  |  |  |  |  |  |  |  |  |  | ----- | ---- |
| 2025 |          | Škoda Fabia RS Rally2 | 39 |  |  |  |  |  |  |  |  |  |  |  |  |  |  |  | 0     |      |

| Legenda | 1º posto | 2º posto | 3º posto | A punti | Senza punti | Ritirato | Squalificato | NP=Non partito C=Gara cancellata | Apice=Power stage |

### WRC-2
| 2015 | Scuderia             | Vettura                                         |  |  |  |  |    |     |  |  |    |  |  |    |  |  |  |  | Punti | Pos. |
| ---- | -------------------- | ----------------------------------------------- |  |  |  |  | -- | --- |  |  | -- |  |  | -- |  |  |  |  | ----- | ---- |
| 2015 | Napoca Rally Academy | Subaru Impreza STi N15 e Subaru Impreza STi N16 |  |  |  |  | 17 | Rit |  |  | 12 |  |  | 11 |  |  |  |  | 0     |      |

| 2021 | Scuderia  | Vettura        |   |  |   |  |   |  |  |  |  |  |  |   |  |  |  |  | Punti | Pos. |
| ---- | --------- | -------------- | - |  | - |  | - |  |  |  |  |  |  | - |  |  |  |  | ----- | ---- |
| 2021 | Movisport | Škoda Fabia R5 | 6 |  | 4 |  | 5 |  |  |  |  |  |  | 3 |  |  |  |  | 48    | 11º  |

| 2024 | Scuderia | Vettura                |  |  |  |    |  |    |  |  |  |    |  |  |  |  |  |  | Punti | Pos. |
| ---- | -------- | ---------------------- |  |  |  | -- |  | -- |  |  |  | -- |  |  |  |  |  |  | ----- | ---- |
| 2024 |          | Škoda Fabia Rally2 Evo |  |  |  | 15 |  | 29 |  |  |  | 20 |  |  |  |  |  |  | 0     |      |

| 2025 | Scuderia | Vettura               |    |  |  |  |  |  |  |  |  |  |  |  |  |  |  |  | Punti | Pos. |
| ---- | -------- | --------------------- | -- |  |  |  |  |  |  |  |  |  |  |  |  |  |  |  | ----- | ---- |
| 2025 |          | Škoda Fabia RS Rally2 | 15 |  |  |  |  |  |  |  |  |  |  |  |  |  |  |  | 0     |      |

| Legenda | 1º posto | 2º posto | 3º posto | A punti | Senza punti | Ritirato | Squalificato | NP=Non partito C=Gara cancellata | Apice=Power stage |

### WRC-2 Challenger
| 2024 | Scuderia | Vettura                |  |  |  |    |  |    |  |  |  |    |  |  |  |  |  |  | Punti | Pos. |
| ---- | -------- | ---------------------- |  |  |  | -- |  | -- |  |  |  | -- |  |  |  |  |  |  | ----- | ---- |
| 2024 |          | Škoda Fabia Rally2 Evo |  |  |  | 13 |  | 27 |  |  |  | 19 |  |  |  |  |  |  | 0     |      |

| 2025 | Scuderia | Vettura               |    |  |  |  |  |  |  |  |  |  |  |  |  |  |  |  | Punti | Pos. |
| ---- | -------- | --------------------- | -- |  |  |  |  |  |  |  |  |  |  |  |  |  |  |  | ----- | ---- |
| 2025 |          | Škoda Fabia RS Rally2 | 15 |  |  |  |  |  |  |  |  |  |  |  |  |  |  |  | 0     |      |

| Legenda | 1º posto | 2º posto | 3º posto | A punti | Senza punti | Ritirato | Squalificato | NP=Non partito C=Gara cancellata | Apice=Power stage |

### WRC Master Cup
| 2024 | Scuderia | Vettura                |  |  |  |   |  |   |  |  |  |   |  |  |  |  |  |  | Punti | Pos. |
| ---- | -------- | ---------------------- |  |  |  | - |  | - |  |  |  | - |  |  |  |  |  |  | ----- | ---- |
| 2024 |          | Škoda Fabia Rally2 Evo |  |  |  | 5 |  | 8 |  |  |  | 6 |  |  |  |  |  |  | 22    | 16º  |

| 2025 | Scuderia | Vettura               |   |  |  |  |  |  |  |  |  |  |  |  |  |  |  |  | Punti | Pos. |
| ---- | -------- | --------------------- | - |  |  |  |  |  |  |  |  |  |  |  |  |  |  |  | ----- | ---- |
| 2025 |          | Škoda Fabia RS Rally2 | 2 |  |  |  |  |  |  |  |  |  |  |  |  |  |  |  | 17    |      |

| Legenda | 1º posto | 2º posto | 3º posto | A punti | Senza punti | Ritirato | Squalificato | NP=Non partito C=Gara cancellata | Apice=Power stage |

### WRC-3
| 2016 | Scuderia | Vettura        |   |  |  |  |    |   |  |  |  |   |   |   |  |  |  |  | Punti | Pos. |
| ---- | -------- | -------------- | - |  |  |  | -- | - |  |  |  | - | - | - |  |  |  |  | ----- | ---- |
| 2016 |          | Peugeot 208 R2 | 7 |  |  |  | 11 | 4 |  |  |  | C | 9 | 5 |  |  |  |  | 30    | 12º  |

| 2017 | Scuderia | Vettura        |     |  |  |  |  |   |   |  |  |   |  |   |  |  |  |  | Punti | Pos. |
| ---- | -------- | -------------- | --- |  |  |  |  | - | - |  |  | - |  | - |  |  |  |  | ----- | ---- |
| 2017 |          | Peugeot 208 R2 | Rit |  |  |  |  | 3 | 8 |  |  | 4 |  | 2 |  |  |  |  | 49    | 7º   |

| 2018 | Scuderia         | Vettura                          |   |  |  |  |  |  |   |  |   |  |   |   |     |  |  |  | Punti | Pos. |
| ---- | ---------------- | -------------------------------- | - |  |  |  |  |  | - |  | - |  | - | - | --- |  |  |  | ----- | ---- |
| 2018 | Vieffe Corse SRL | Peugeot 208 R2 e Citroën DS3 R3T | 1 |  |  |  |  |  | 4 |  | 2 |  | 2 | 1 | Rit |  |  |  | 98    | 1º   |

| 2020 | Scuderia | Vettura        |   |  |  |  |  |  |    |  |  |  |  |  |  |  |  |  | Punti | Pos. |
| ---- | -------- | -------------- | - |  |  |  |  |  | -- |  |  |  |  |  |  |  |  |  | ----- | ---- |
| 2020 |          | Škoda Fabia R5 | 6 |  |  |  |  |  | 11 |  |  |  |  |  |  |  |  |  | 8     | 23º  |

| 2022 | Scuderia | Vettura            |   |  |   |  |     |  |  |  |   |  |  |  |  |  |  |  | Punti | Pos. |
| ---- | -------- | ------------------ | - |  | - |  | --- |  |  |  | - |  |  |  |  |  |  |  | ----- | ---- |
| 2022 |          | Ford Fiesta Rally3 | 3 |  | 2 |  | Rit |  |  |  | 3 |  |  |  |  |  |  |  | 48    | 7º   |

| Legenda | 1º posto | 2º posto | 3º posto | A punti | Senza punti | Ritirato | Squalificato | NP=Non partito C=Gara cancellata | Apice=Power stage |